# Lip Service (série télévisée)
Pour les articles homonymes, voir Lip Service.
Lip Service est une série télévisée britannique en douze épisodes de 52 minutes créée par Harriet Braun et diffusée entre le 12 octobre 2010 et le 25 mai 2012 sur BBC Three.
En Italie, la diffusion de la série a commencé le 15 avril 2011 sur la chaîne payante satellitaire Fox Life. Puis sur la Rai 4. En France, la série est diffusée depuis le 3 juin 2012 sur Série Club.

## Synopsis
La série met en scène des membres de la communauté homosexuelle de la ville de Glasgow, en Écosse. 
Saison 1
Quand elle apprend le décès de sa tante, Frankie décide de revenir à Glasgow. Elle y retrouve son ex compagne, Cat, qui n'a toujours pas digéré son départ, et ses amis, mais aussi tout un passé qui resurgit. Son amie Tess a du mal à retrouver une personne avec qui partager sa vie après une rupture un peu brutale. Ses amours et sa carrière professionnelle ne décollent pas. Quant à Cat, elle doit gérer le retour de Frankie, et le début d'une nouvelle relation qu'elle entame avec Sam. 
Saison 2
Frankie et Cat doivent faire face aux sentiments du passé qui resurgissent et viennent mettre en péril la relation que Cat entretient avec sa compagne actuelle Sam. Malheureusement Frankie et Sam vont alors devoir vivre ensemble la perte de Cat. Tess, de son côté, obtient un rôle important pour sa carrière de comédienne et alors qu'une nouvelle colocataire, Lexi, emménage avec elle et Frankie, elle va devoir apprendre à gérer ses sentiments naissants pour cette nouvelle habitante. Quant à Sadie, elle entretient une relation avec une femme mariée et se voit confier un emploi par la compagne de celle-ci.

## Distribution par épisode
|                            |                 |                   | Saison 1 | Saison 1 | Saison 1 | Saison 1 | Saison 1 | Saison 1 | Saison 2 | Saison 2 | Saison 2 | Saison 2 | Saison 2 | Saison 2 |
| Acteur/Actrice             | Personnage      | Voix française    | 1.1      | 1.2      | 1.3      | 1.4      | 1.5      | 1.6      | 2.1      | 2.2      | 2.3      | 2.4      | 2.5      | 2.6      |
| -------------------------- | --------------- | ----------------- | -------- | -------- | -------- | -------- | -------- | -------- | -------- | -------- | -------- | -------- | -------- | -------- |
| Fiona Button               | Tess Roberts    | Véronique Fyon    | Oui      | Oui      | Oui      | Oui      | Oui      | Oui      | Oui      | Oui      | Oui      | Oui      | Oui      | Oui      |
| Heather Peace              | Sam Murray      | Carole Baillien   | Oui      | Oui      | Oui      | Oui      | Oui      | Oui      | Oui      | Oui      | Oui      | Oui      | Oui      | Oui      |
| James Anthony Pearson (en) | Ed MacKenzie    | Maxime Donnay     | Oui      | Oui      | Oui      | Oui      | Oui      | Oui      | Oui      | Oui      | Oui      | Oui      | Oui      | Oui      |
| Ruta Gedmintas             | Frankie Alan    | Valérie Muzzi     | Oui      | Oui      | Oui      | Oui      | Oui      | Oui      | Oui      | Oui      | Oui      |          |          |          |
| Laura Fraser               | Cat MacKenzie   | Marcha Van Boven  | Oui      | Oui      | Oui      | Oui      | Oui      | Oui      | Oui      | Oui      |          |          |          |          |
| Emun Elliott               | Jay Bryan Adams | David Manet       | Oui      | Oui      | Oui      | Oui      | Oui      | Oui      | Oui      | Oui      |          |          |          |          |
| Cush Jumbo                 | Becky Love      | Élisabeth Guinand | Oui      | Oui      | Oui      | Oui      | Oui      | Oui      |          |          |          |          |          |          |
| Natasha O'Keeffe           | Sadie Anderson  |                   | Oui      | Oui      | Oui      | Oui      | Oui      |          | Oui      | Oui      | Oui      | Oui      | Oui      | Oui      |
| Roxanne McKee              | Lou Foster      | Audrey D'Hulstère | Oui      | Oui      | Oui      | Oui      |          |          |          |          |          |          |          |          |
| Lisa Livingstone           | Chloé           |                   | Oui      |          |          |          | Oui      |          |          |          |          |          |          |          |
| Alexis Peterman            | Sally           |                   | Oui      |          |          |          |          |          |          |          |          |          |          |          |
| India Wadsworth            | Ali             |                   | Oui      |          |          |          |          |          |          |          |          |          |          |          |
| Hanna Stanbridge           | Hayley          |                   |          | Oui      | Oui      |          |          |          |          |          |          |          |          |          |
| Lorraine Burroughs         | Fin             |                   |          |          |          | Oui      | Oui      | Oui      | Oui      |          |          |          |          |          |
| Phyllis Logan              | Judy            |                   |          |          |          | Oui      |          |          |          | Oui      |          |          |          |          |
| Hilary Maclean             | Alma            |                   |          |          |          |          |          | Oui      | Oui      | Oui      | Oui      |          |          |          |
| Anna Skellern              | Dr Lexy Price   |                   |          |          |          |          |          |          | Oui      | Oui      | Oui      | Oui      | Oui      | Oui      |
| Sinead Keenan              | Nora            |                   |          |          |          |          |          |          | Oui      | Oui      | Oui      | Oui      | Oui      | Oui      |
| Laura McMonagle            | Janice          |                   |          |          |          |          |          |          | Oui      |          |          |          |          | Oui      |
| Adam Sinclair (en)         | Dr Declan Love  |                   |          |          |          |          |          |          |          | Oui      | Oui      | Oui      | Oui      | Oui      |
| Neve McIntosh              | Lauren          |                   |          |          |          |          |          |          |          |          | Oui      | Oui      | Oui      | Oui      |
| Alana Hood                 | Bea             |                   |          |          |          |          |          |          |          |          | Oui      | Oui      | Oui      |          |
| Carlotta Morelli           | Gabriella       |                   |          |          |          |          |          |          |          |          | Oui      |          |          |          |
| Caroline O'Neill           | Caroline        |                   |          |          |          |          |          |          |          |          | Oui      |          |          |          |
| Valerie Edmond             | Jo              |                   |          |          |          |          |          |          |          |          |          | Oui      | Oui      | Oui      |
| Ainsley Howard             | Meg             |                   |          |          |          |          |          |          |          |          |          |          | Oui      | Oui      |
| Carina Birrell             | Lee             |                   |          |          |          |          |          |          |          |          |          |          | Oui      |          |
| Acteur/Actrice             | Personnage      | Voix française    | 1.1      | 1.2      | 1.3      | 1.4      | 1.5      | 1.6      | 2.1      | 2.2      | 2.3      | 2.4      | 2.5      | 2.6      |

## Fiche technique
- Titre original : Lip Service
- Création : Harriet Braun
- Réalisation : Sallie Aprahamian, Jill Robertson, Harry Bradbeer, Julian Holmes et John McKay
- Scénario : Harriet Braun, John Jackson, Julie Gearey, Chloe Moss, Rachel Anthony, Louise Ironside et Lena Rae
- Direction artistique : Emer O'Sullivan et Nicki McCallum
- Décors : Emer O'Sullivan et Nicki McCallum
- Costumes : Lesley Abernethy
- Photographie : Neville Kidd
- Montage : Ian Farr, Selina Macarthur, Emma Oxley, Xavier Russell et Anne Sopel
- Musique : Alex Lee et Nick Powell
- Casting : Jill Trevellick, Kelly Valentine Hendry et Victor Jenkins
- Production : Anna Ferguson, Polly Williams, Emma Kingsman-Lloyd
  - coproducteur : Anna Ferguson
  - associé : Harriet Braun
  - consultant : Brian Kaczynski
  - Production délégué : Matthew Read et Derek Wax
- Sociétés de production : Kudos Film pour BBC Scotland
- Sociétés de distribution (télévision) : BBC (Royaume-Uni)
- Pays d'origine :  Royaume-Uni
- Langue originale : anglais
- Genre : Drame, romance saphique
- Durée : 52 minutes
- Public :

 Sauf indication contraire, les informations mentionnées dans cette section peuvent être confirmées par la base de données cinématographiques IMDb,  présente dans la section « Liens externes ».

## Épisodes

### Première saison (2010)
1. L'appel du passé (Épisode 1)
2. Les lois de l'attraction (Épisode 2)
3. Des hauts, des bas et des dessous (Épisode 3)
4. Mauvais choix (Épisode 4)
5. Pas de fumée sans feu (Épisode 5)
6. Attrape-moi si tu veux (Épisode 6)

### Deuxième saison (2012)
1. Titre français inconnu (Épisode 1)
2. Titre français inconnu (Épisode 2)
3. Titre français inconnu (Épisode 3)
4. Titre français inconnu (Épisode 4)
5. Titre français inconnu (Épisode 5)
6. Titre français inconnu (Épisode 6)

## Avis critique
Le premier épisode a été vu par 580 000 téléspectateurs et une part de marché de 4,4 %. Il a reçu des avis mitigés de la part des critiques. Claudia Cahalane de The Guardian a écrit que c'était « très significatif » (« hugely significant ») pour une série de normaliser des relations lesbiennes et bisexuelles, citant une étude de la BBC mettant en lumière le fait que les lesbiennes ne représentaient que 2 minutes d'antenne sur 39 heures sélectionnées aléatoirement. Alors que Cahalane a exprimé directement son regret que la série ne représente pas de butch, elle a considéré « important de reconnaître que Lip Service rend un grand service aux lesbiennes britanniques ».
Keith Watson de Metro a dénoncé l'apparition de lesbiennes uniquement fem comme étant seulement dans le but d'assurer le quota ethnique de la BBC, et a commenté en disant : « cela essaye terriblement d'être moderne et libéré mais c'est juste fatigué et paresseux ».